# Абдул-Хакк Дехлеви
Абдул-Хакк Дехлеви́ (1551, Дели — 1642, Дели) — мухаддис родом из Индии.

## Биография
Абдул-Хакк Дехлеви родился в Дели в 1550 году. С детства испытывал тягу к знаниям, довольно быстро овладел навыками чтения и письма. Обучался в медресе города Дели у устаза Мухаммада Мукима (ученика Амира Муаммада Муртазы Шарифи).
После получения начального образования и заучивания Корана, в 1587 году отправился в священный для мусульман город Мекку для совершения хаджа. Кроме Мекки посетил Медину и Таиф. Во второй раз совершив хадж в 1590 году, вернулся в Индию. Во время этого путешествия, в Мекке обучался илм аль-хадис у шейха Абд аль-Ваххаба ибн Валиуллаха аль-Муттаки (ученика шейха Али аль-Муттаки аль-Хинди, автора сборника «Канз аль-уммаль») и у кади Али ибн Джаруллаха ибн Захира аль-Кураши аль-Махзуми. В Медине обучался у шейха Ахмада ибн Мухаммада Абу-ль-Хазма аль-Мадани, шейха Хамид ад-Дина ибн Абдуллаха ас-Синди, и получил от них общие иджазы.
Абдул-Хакк Дехлеви умер в 1642 году (понедельник, 23 числа месяца раби уль-авваль 1052 года по хиджре).